# Hypselotriton
Hypselotriton is een geslacht van salamanders uit de familie echte salamanders (Salamandridae). De groep werd voor het eerst wetenschappelijk beschreven door Willy Wolterstorff in 1934. Veel soorten behoorden lange tijd tot het geslacht van de oostaziatische watersalamanders (Cynops).
Er zijn acht soorten, inclusief de pas in 2013 voor het eerst wetenschappelijk beschreven soort Hypselotriton glaucus. Alle soorten komen voor in Azië en leven endemisch in China.

## Taxonomie
Geslacht Hypselotriton
- Soort Hypselotriton chenggongensis
- Soort Hypselotriton cyanurus
- Soort Hypselotriton fudingensis
- Soort Hypselotriton glaucus
- Soort Hypselotriton orientalis
- Soort Hypselotriton orphicus
- Soort Hypselotriton wolterstorffi – Wolterstorff's salamander
- Soort Hypselotriton yunnanensis